# La fiducia
La fiducia è un film di István Szabó del 1980. Fu candidato all'Oscar al miglior film straniero.

## Riconoscimenti
- Premio Oscar
  - Candidato all'Oscar al miglior film straniero
- 1980 - Festival di Berlino
  - Miglior regista